# Émilie Serain
Émilie Serain (* 22. März 1984) ist eine ehemalige Schweizer Freestyle-Skierin in der Disziplin Skicross.

## Werdegang
Serain war zu Beginn ihrer Sportkarriere eine alpine Skirennfahrerin, grössere Erfolge blieben jedoch aus. Ihr bestes Ergebnis in einem FIS-Rennen war ein 17. Platz im März 2002. Daraufhin wechselte sie zur Freestyle-Disziplin Skicross. Ihr Debüt im Freestyle-Weltcup hatte sie am 18. Januar 2003 in Laax, wo sie auf Platz 5 fuhr und auf Anhieb Weltcuppunkte gewann. In den folgenden Jahren etablierte sie sich knapp hinter der Weltspitze und erzielte regelmässig Top-10-Platzierungen.
2007 gewann Serain erstmals die Schweizer Meisterschaft. Am 2. Februar 2008 gelang ihr die erste Podestplatzierung in einem Weltcuprennen, als sie in Deer Valley Dritte wurde. Einen Monat später, am 6. März 2008, gelang ihr mit Platz 2 in Grindelwald das bisher beste Weltcup-Ergebnis. Nachdem sie zum zweiten Mal Schweizer Meisterin und bei der Weltmeisterschaft 2009 Sechste geworden war, kam zum Abschluss der Saison 2008/09 in La Plagne ein weiterer dritter Platz hinzu. Serain qualifizierte sich für die Olympischen Winterspiele 2010, zog sich aber im Training vor dem olympischen Rennen in Cypress Mountain eine Knieverletzung zu und musste die Saison vorzeitig beenden.
Serain beendete nach der Saison 2013/14 ihre aktive Karriere.

## Erfolge

### Weltmeisterschaften
- Ruka 2005: 22. Skicross
- Madonna di Campiglio 2007: 11. Skicross
- Inawashiro 2009: 6. Skicross
- Voss 2013: 9. Skicross

### Weltcup
- Saison 2002/03: 7. Skicross-Weltcup
- Saison 2004/05: 9. Skicross-Weltcup
- Saison 2006/07: 5. Skicross-Weltcup
- Saison 2007/08: 6. Skicross-Weltcup
- Saison 2008/09: 9. Skicross-Weltcup
- 4 Podestplätze

### Weitere Erfolge
- 1 Sieg im Europacup
- 2 Schweizer Meistertitel (2007, 2009)